# Lista planetelor sistemului solar
Titlul corect al articolului este  Lista planetelor din SS - acest articol redirecționează la en.wp către lista obiectelor din sistemul solar după mărime. Forma corectă nu apare din cauza unor restricții tehnice.
| * Planetă telurică | ° Gigant gazos |

 Privire de ansamblu a planetelor sistemului solar.
|                                       |                                  | *Mercur               | *Venus                 | *Pământ                | *Marte                 | °Jupiter               | °Saturn                  | °Uranus                   | °Neptun                   |
| ------------------------------------- | -------------------------------- | --------------------- | ---------------------- | ---------------------- | ---------------------- | ---------------------- | ------------------------ | ------------------------- | ------------------------- |
|                                       |                                  |                       |                        |                        |                        |                        |                          |                           |                           |
| Simbol astronomic[q]                  | Simbol astronomic[q]             | Mercur                | Venus                  | Pământ                 | Marte                  | Jupiter                | Saturn                   | Uranus                    | Neptun                    |
| Distanța medie față de Soare          | km UA                            | 57.909.175 0,38709893 | 108.208.930 0,72333199 | 149.597.890 1,00000011 | 227.936.640 1,52366231 | 778.412.010 5,20336301 | 1.426.725.400 9,53707032 | 2.870.972.200 19,19126393 | 4.498.252.900 30,06896348 |
| Raza medie                            | km :P[f]                         | 2.439,64 0,3825       | 6.051,59 0,9488        | 6.378,1 1              | 3.397,00 0,53226       | 71.492,68 11,209       | 60.267,14 9,449          | 25.557,25 4,007           | 24.766,36 3,883           |
| Aria suprafeței                       | km² :P[f]                        | 75.000.000 0,1471     | 460.000.000 0,9010     | 510.000.000 1          | 140.000.000 0,2745     | 64.000.000.000 125,5   | 44.000.000.000 86,27     | 8.100.000.000 15,88       | 7.700.000.000 15,10       |
| Volum                                 | km3 :E[f]                        | 6,083×1010 0,056      | 9,28×1011 0,87         | 1,083×1012 1           | 1,6318×1011 0,151      | 1,431×1015 1.321,3     | 8,27×1014 763,59         | 6,834×1013 63,086         | 6,254×1013 57,74          |
| Masa                                  | kg :P[f]                         | 3,302×1023 0,055      | 4,8690×1024 0,815      | 5,9742×1024 1          | 6,4191×1023 0,107      | 1,8987×1027 318        | 5,6851×1026 95           | 8,6849×1025 14            | 1,0244×1026 17            |
| Densitate                             | g/cm3                            | 5,43                  | 5,24                   | 5,515                  | 3,940                  | 1,33                   | 0,70                     | 1,30                      | 1,76                      |
| Accelerația gravitațională la Ecuator | m/s2                             | 3,70                  | 8,87                   | 9,81                   | 3,71                   | 23,12                  | 10,44                    | 8,69                      | 11,00                     |
| Viteză de eliberare                   | km/s                             | 4,25                  | 10,36                  | 11,18                  | 5,02                   | 59,54                  | 35,49                    | 21,29                     | 23,71                     |
| Perioada de rota'ie[g]                | zile                             | 58,646225             | −243,0187[h]           | 0,99726968             | 1,02595675             | 0,41354                | 0,44401                  | −0,71833[h]               | 0,67125                   |
| Perioada orbitală[g]                  | ani                              | 0,2408467             | 0,61519726             | 1,0000174              | 1,8808476              | 11,862615              | 29,447498                | 84,016846                 | 164,79132                 |
| Viteza medie pe orbită                | km/s                             | 47,8725               | 35,0214                | 29,7859                | 24,1309                | 13,0697                | 9,6724                   | 6,8352                    | 5,4778                    |
| Excentricitate                        | Excentricitate                   | 0,20563069            | 0,00677323             | 0,01671022             | 0,09341233             | 0,04839266             | 0,05415060               | 0,04716771                | 0,00858587                |
| Înclinație[f]                         | °                                | 7,00                  | 3,39                   | 0                      | 1,85                   | 1,31                   | 2,48                     | 0,76                      | 1,77                      |
| Înclinare axială[i]                   | °                                | 0,0                   | 177,3                  | 23,44                  | 25,19                  | 3,12                   | 26,73                    | 97,86                     | 29,58                     |
| Temperatura medie la suprafață        | K                                | 440–100               | 730                    | 287                    | 227                    | 152 [j]                | 134 [j]                  | 76 [j]                    | 72 [j]                    |
| Temperatura medie a aerului[k]        | K                                |                       |                        | 288                    |                        | 165                    | 135                      | 76                        | 73                        |
| Compoziția atmosferei                 | Compoziția atmosferei            | He Na+ P+             | CO2 N2                 | N2 O2                  | CO2 N2 Ar              | H2 He                  | H2 He                    | H2 He CH4                 | H2 He CH4                 |
| Numărul sateliților cunoscuți[v]      | Numărul sateliților cunoscuți[v] | 0                     | 0                      | 1                      | 2                      | 67                     | 62                       | 27                        | 14                        |
| Inele?                                | Inele?                           | Nu                    | Nu                     | Nu                     | Nu                     | Da                     | Da                       | Da                        | Da                        |
| Discriminant planetar[l][o]           | Discriminant planetar[l][o]      | 9,1×104               | 1,35×106               | 1,7×106                | 1,8×105                | 6,25×105               | 1,9×105                  | 2,9×104                   | 2,4×104                   |

### Cu excepția cazului citat:[ac]
1. ^ Discriminantul planetar pentru planete este luată dintr-un material publicat de Stephen Soter.[9] Discriminantele planetare pentru Ceres, Pluto și Eris sunt luate de la Soter, 2006. Discriminantele planetare pentru toate celelalte corpuri calculate de la estimarea masei Centurei Kuiper sunt acordat de Lorenzo Iorio.[10]
2. ^ Simboluri astronomice pentru toate obiectele enumerate, cu excepția Ceres sunt luate de la NASA explorarea sistemului solar.[11] Simbol pentru Ceres a fost luat dintr-un material publicat de James L. Hilton.[12] Luna este singurul satelit natural, cu un simbol astronomic, și planetele pitice Pluto și Ceres de-asemenea.
3. ^Numerele sateliților naturali sunt luate de la materialul publicat de către Scott S. Sheppard.[13]
Alte note
  1. ^ Relativă față de Pământ
  2. ^ Perioada orbitală (siderală)
  3. ^ Rotație retrogradă
  4. ^ Înclinația ecuatorului corpului de la orbită sa.
  5. ^ La nivelul mării
  6. ^ Raportul dintre masa a obiectului și a celor din imediata sa vecinătate. Utilizat pentru a distinge între o planetă și o planetă pitică.
  7. ^ "Cu excepția cazului citat" înseamnă că informațiile conținute în citat este aplicabilă la o intreagă linie sau coloană a unei diagrame, excepția cazului în care o altă referire în mod special notează altfel.